# Per Fresk
Per Erik Fresk, född 20 februari 1933 i Falun, död 27 juli 2019 i Sjöbo, var en svensk ryttare som tävlade inom banhoppning. Han tävlade för K1 IF.
Fresk tävlade för Sverige vid olympiska sommarspelen 1960 i Rom. Både individuellt och i lagtävlingen i hoppning blev han oplacerad.
Han jobbade senare som hopplärare på Ridskolan Strömsholm.